# Gerda Müller-Krauspe
Gerda Müller-Krauspe (* August 1936 in Berlin als Gerda Krauspe; † 2. März 2022) war eine deutsche Produktdesignerin und Designtheoretikerin. Ihre Aktivitäten waren stark von ihrer Zeit als Studentin an der Hochschule für Gestaltung Ulm geprägt. Sie publizierte in der Fachzeitschrift für Design Form.

## Leben
Gerda Müller-Krauspe absolvierte nach ihrem Abitur von 1954 bis 1956 eine Bau- und Gerätetischlerlehre an der Berufsfachschule für das Baugewerbe in Berlin. Nach ihrem Gesellenabschluss wanderte sie 1956 nach Kanada aus, wo sie bis 1957 als angelernte Arbeiterin bei der Th. T. Eaton Co. in Toronto arbeitet, danach war sie als Möbel- und Werkzeichnerin in Toronto tätig. 1958 kam sie nach Deutschland zurück, um an der Hochschule für Gestaltung Ulm (HfG) in Ulm in der Abteilung Produktdesign zu studieren. Während des Studiums Praktika bei Telefunken, Ulm, und der AEG in Frankfurt und Nürnberg. An der HfG Ulm wurde sie von renommierten Dozenten unterrichtet, unter anderem L. Bruce Archer, Otl Aicher, Tomás Maldonado, und Walter Zeischegg. 1962 Stipendiatin der AEG für die Dauer des vierten Studienjahres (Diplom-Jahr). 1962 erhielt sie ihr HfG-Diplom in der Abteilung „Produktgestaltung“. Themen: "Prinzipkonzeption eines Programms kombinationsfähiger Warenverkaufsautomaten" (praktischer Teil), Teamarbeit mit Reinhard Butter, Gerhard Beigel, Jan Schleifer, Peter Schneller/; "Snobismus und Design" (theoretischer Teil).
1962 bis 1969 war Müller-Krauspe in der Abteilung Formgestaltung der AEG zuständig für Designtheorie, Information und Dokumentation. In dieser Zeit nahm sie an verschiedenen Fortbildungsseminaren teil, unter anderem Programmieren. Danach gab sie zwei Wochen lang Gastvorlesungen an der Ohio State University und hatte einen Lehrauftrag an der Staatlichen Hochschule für Bildende Kunst (SHFBK) in Braunschweig, für Geschichte, Theorie und Methodologie des Industrial Design. 1973 kehrte sie zur AEG zurück, wo sie ihre vorherige Tätigkeit weiterführte und die interne Aus- und Weiterbildung verantwortete. Zwischen 1981 und 1983 war Müller-Krauspe zusätzlich kommissarische Leiterin des Instituts für Produktgestaltung AEG.
Danach war Gerda Müller-Krauspe von 1984 bis 1998 Geschäftsführerin der IKEA-Stiftung Deutschland. Diese engagiert sich für zukunftsorientierten Projekten im Bereich Wohn und Kultur. 2003 unterstützt die IKEA-Stiftung aber auch ein von Gerda Müller-Krauspe, Ursula Wenzel und Petra Kellner ins Leben gerufenes Projekt, das einen Blick in die Vergangenheit wirft: Die Webseite „frauen-hfg-ulm.de“ soll die Leben der Frauen dokumentieren, die an der HfG Ulm studierten, lehrten oder dort als Mitarbeiterinnen tätig waren. Auf der Webseite sind kurze Biographien der Frauen zu finden, mit denen, im Rahmen des Projekts, Kontakt aufgenommen werden konnte und die sich für die Teilnahme am Projekt bereit erklärten.
Die HfG Ulm blieb für Gerda Müller-Krauspe weiterhin ein wichtiger Referenzpunkt. 1985 war sie Mitgründerin des „club off ulm“, ein Verein, der gegründet wurde, um die kulturelle und materielle Erbe der HfG Ulm weiterzuführen und die Geschichte der HfG wissenschaftlich aufzuarbeiten. Deshalb unterstützte der club off ulm die Webseite „Frauen an der HfG Ulm“ auch finanziell. Des Weiteren publizierte der Verein in 2011 eines ihrer Bücher, „Die Grundlehre an der HfG Ulm von 1953 bis 1960“.
Gerda Müller-Krauspe war zudem an weiteren Design-relevanten Aktivitäten beteiligt, die eher sozial ausgerichtet waren. Nach ihrem Studium schrieb sie gelegentlich als freie Mitarbeiterin für die Zeitschrift „form“. Von 1969 bis 1980 war sie Präsidiumsmitglied des Verband Deutscher Industrie Designer (VDID). In 1976 wurde sie Mitglied des Deutschen Werkbundes (DWB) und von 2000 bis 2004 war sie Vorstandsmitglied des DWB Hessen. Zudem war sie 1990 Mitgründerin des Designerinnen Forum.

## Werke

### Produktdesign
Gestalterische Arbeiten von Gerda Müller-Krauspe finden sich zunächst an der Ulmer HfG. Im 2. Studienjahr wurde von den Dozenten Walter Zeischegg und Georg Leowald die Aufgabe gestellt, eine Balkenfeinwaage zu gestalten. Diese sollte bis zu 200 g an Gewicht messen können, für sowohl trockenes als auch flüssiges Wägegut geeignet sein und alle drei Schneidenlager entlasten können. Das von Müller-Krauspe entworfene Modell wurde aus zwei Druckgußschalen gebaut und für den Gebrauch in Laboren konzipiert.
Im 3. Studienjahr gab der britische Gastdozent L. Bruce Archer die Aufgabe, einen Campinganhänger zu entwerfen. Er gestaltete die Aufgabe als Rollenspiel, indem er den Kunden spielte, und gab detaillierte Angaben zu dem erfundenen Szenario, in dem die Schüler hantieren sollten. Wegen der Auswahl an theoretisch vorhandenen Maschinen verzichtete Gerda Müller-Krauspe auf Rundungen und Kurven in ihrem Modell. Ihr Campinganhänger war ausgestattet mit einer Propangas betriebenen Kochgelegenheit und einem Wetterschutz.

### Designtheorie
Zwischen 1966 und 1999 veröffentlichte Gerda Müller-Krauspe als freie Mitarbeiterin der Zeitschrift form einige designtheoretische Beiträge. Drei Beiträge, die sie 1969 verfasste, wurden besonders bekannt: „Opas Funktionalismus ist tot.– Zum Standort des Industrial Design – gestern, heute und morgen“, „Styling – das Prinzip der Diskontinuität“ und „Industrial Design morgen – Alternativen“. Sie schrieb diese als Reaktion auf die damalige Debatte über den Funktionalismus und argumentierte für einen „erweiterten Funktionalismus“. Darunter verstand sie, dass Gestalter möglichst viele Faktoren beim Entwurf berücksichtigen sollten. Diese fasste sie zusammen mit der Aussage „form follows functions“.

## Publikationen
- Das Mono-Besteck von Peter Raacke. form-Verlag, Frankfurt am Main 1999, ISBN 978-3-931317-26-3.
- Selbstbehauptungen – Frauen an der HfG Ulm. Anabas-Verlag, Wetzlar 2007, ISBN 978-3-87038-377-0.
- Die Grundlehre an der HfG Ulm von 1953 bis 1960. 16 Rückblicke und 6 Kurzportraits. club off ulm e.v., Ulm 2011, ISBN 978-3-939486-15-2
- Hochschule für Gestaltung Ulm 1953-1968. In: Katalogbuch Frauen im Design. Berufsbilder und Lebenswege seit 1900 / Women in Design. Careres and Life Historie since 1900, Bd. 1, Kat. Landesgewerbeamt Baden-Württemberg, Design Center Stuttgart, 1989, S. 244–245.
- "Wir waren 26" – Frauen an der hfg / "There were 26 of us". In: Katalogbuch Frauen im Design. Berufsbilder und Lebenswege seit 1900 / Women in Design. Careres and Life Historie since 1900, Bd. 1, Kat. Landesgewerbeamt Baden-Württemberg, Design Center Stuttgart, 1989, S. 254–345.